# Tindalizzazione
La tindalizzazione è un metodo di sterilizzazione frazionata, in cui il riscaldamento viene applicato in modo discontinuo a temperature di 60-100 °C per 30 minuti.

## Tecnica
A un primo trattamento termico che uccide le forme vegetative, viene fatto seguire un periodo di incubazione di 24 ore che favorisce la germinazione delle spore. Il materiale così trattato viene riportato alla temperatura di 60-100 °C per 30 minuti, al fine di uccidere le cellule vegetative originatesi dalla germinazione delle spore. Queste operazioni vanno ripetute 2 o 3 volte.
La tindalizzazione viene utilizzata per sostanze che non sopportano le alte temperature, come terreni di coltura o soluzioni contenenti carboidrati o vitamine e alcuni prodotti farmaceutici, ma non è indicata per materiali, come vetreria, acqua, oggetti metallici che non consentono la germinazione delle spore. Nell'applicare il metodo occorre dunque tenere presente le condizioni che impediscono la germinazione delle spore come la mancanza degli opportuni substrati nutritivi o la presenza dell'ossigeno per le spore dei germi anaerobi.